# Notari Matsutarou
Notari Matsutaro (яп. のたり松太郎 нотари мацутаро:) — манга о борьбе сумо, созданная Тэцуей Тибой. Публиковалась по главам в журнале Big Comic с августа 1973 года до июня 1993 года, затем после двухгодичного перерыва с октября 1995 по март 1998 года. Отдельными танкобонами издавалась с марта 1976 года под импринтом «Big Comics» (яп. ビッグコミックス). Вышла в 36 томах, позднее переиздана в 22-х томах.
В 1978 году Notari Matsutaro была награждена премией издательства Shogakukan как лучшая манга в общей категории. По мотивам этой работы в 1990-91 году было снято десятисерийное аниме в формате OVA, а также анимационный сериал из 23 серий, показанный в 2014 году по каналу TV Asahi.